# Aemilius Macer (Jurist)
Aemilius Macer war ein römischer Jurist des 3. Jahrhunderts. Er stammte wahrscheinlich aus der Provinz Africa. Vermutlich trug er den Vornamen Marcus.

## Leben

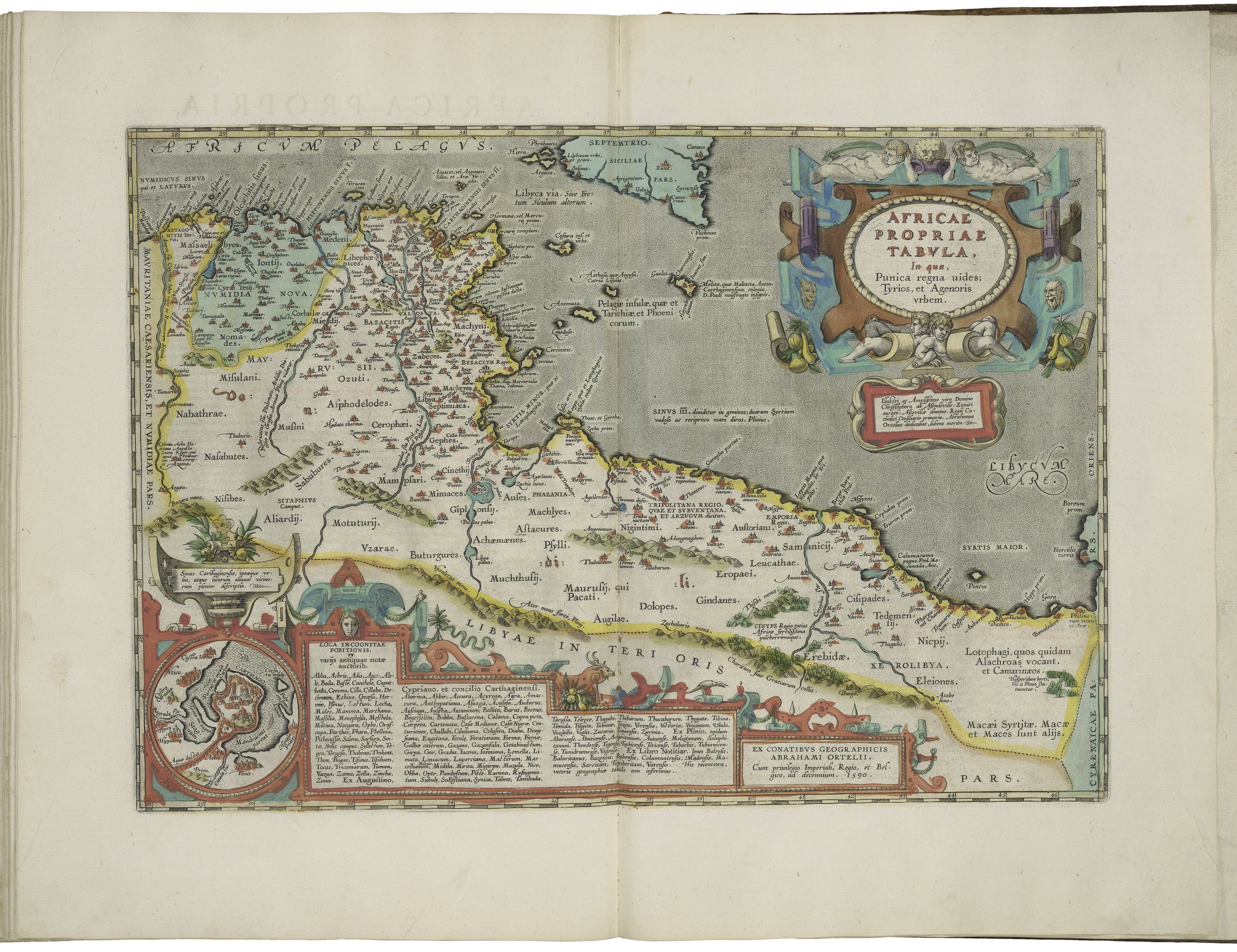
Die römische Provinz Africa mit Carthago von Ortelius

Über Aemilius Macer ist wenig bekannt. Die Forschung ordnet ihn der Familie eines aus der Provinz Africa stammenden Suffektkonsuls des Jahres 174 mit Namen Marcus Aemilius Macer Saturninus zu. Da alle Mitglieder dieser Familie den Vornamen Marcus trugen, geht man davon aus, dass der Jurist ebenso hieß. Es spricht viel dafür, dass er seine Ausbildung ebenfalls in der Provinz Africa erhielt. Er ist ein Vertreter der klassischen Provinzialjurisprudenz des römischen Kaiserreichs. Seine Bücher schrieb er während der Lebenszeit des Kaisers Severus Alexander.

## Werke
All seine Schriften sind nur in Fragmenten überliefert.
- Publicorum iudiciorum libri II (Zwei Bücher über die öffentlichen Prozesse)

Das Thema, in Rom zu dieser Zeit schon veraltet, mag für die Provinzen durchaus noch aktuell gewesen sein. Allein aus dieser Schrift sind 30 Fragmente in Justinians Digesten erhalten. Die Schrift soll etwa 210 entstanden sein.
- De officiis praesidis libri II (Zwei Bücher über die Amtspflichten des Provinzstatthalters)

Macer schrieb nicht nur über die senatorischen, sondern auch über die kaiserlichen Provinzen.
- Ad legem vicesimae (sic) hereditatium libri II (Zwei Bücher über Erbschaftsteuer)

Es handelt sich um die Lex Iulia de vicesima hereditatium (6 n. Chr.), in der den Bürgern eine fünfprozentige Erbschaftssteuer auferlegt wurde. Macer nahm sich wie andere auch des Themas an, als Macrinus die von Caracalla durchgeführte Verdoppelung der Steuer zurückgenommen hatte.
- De re militari libri II (Zwei Bücher über das Militärrecht)

Diese Schrift ist die bedeutendste unter allen Veröffentlichungen Macers. Er hatte bei der Themenstellung sechs namentlich bekannte Vorgänger. Diese waren zum einen Cato der Ältere, Publius Cornelius Celsus und Sextus Iulius Frontinus, deren Werke mit dem besagten Titel entweder verschollen sind oder das eigentliche Thema des Militärrechts nur streiften. Cincius, Tarruntenus Paternus und Arrius Menander haben das Thema tatsächlich, so weit man das angesichts der wenigen Fragmente sagen kann, behandelt, wurden jedoch in der fachwissenschaftlichen Debatte der damaligen und folgenden Zeit nicht als bedeutend wahrgenommen. Anders der Fall Macers. Er widmete sich besonders dem peculium castrense (Sondergut, das durch den Militärdienst erworben worden ist), das de facto eine Einschränkung der patria potestas über den Sohn bedeutete, und dem testamentum militis (Testament des Soldaten), d. h. dem privaten Militärrecht. Damit hatte er in seiner Schrift einen juristischen Markstein gesetzt.
- De appellationibus libri II (Zwei Bücher über Berufungen)

Der Titel steht für den Inhalt, es geht um Entscheidungen im Berufungsverfahren. Die Entstehungszeit wird zwischen 230 und 235 vermutet.

## Fortleben und Bedeutung
In den Digesten des Kaisers Justinian I. wird er recht häufig erwähnt. Besonders mit seinen De re militari libri II findet das Thema privates Militärrecht des Aemilius Macer einen festen Platz im Codex Gregorianus, im Codex Theodosianus, im Codex Iustinianus und in den Digesten.